# Vespasiano da Bisticci

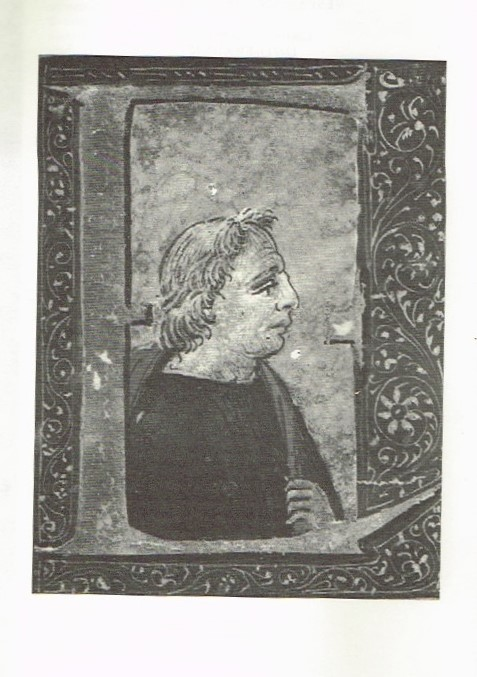
Miniatur ’E‘, Tuschezeichnung, dargestellt im Profil nach rechts, ca. 1506.

Vespasiano da Bisticci (* um 1421 in Bisticci, einem Ortsteil von Rignano sull’Arno; † 1498 in Antella, einem Ortsteil von Bagno a Ripoli) war ein florentinischer Buchhändler und Verleger.

## Leben und Werk
Bisticci war Inhaber einer Werkstatt zur Herstellung von häufig kostbar ausgestatteten Handschriften und Verfasser einer umfangreichen Biographiensammlung von Zeitgenossen (Vite di uomini illustri del secolo XIV). Diese stellt eine bedeutende Quelle für die italienische Frührenaissance dar, gehörten doch seine Auftraggeber zur kirchlichen, politischen und intellektuellen Elite seiner Zeit. So enthält diese Biographiensammlung seiner Zeitgenossen u. a. die von Cosimo de’ Medici, Lorenzo de’ Medici und Federico da Montefeltro, einer von Lorenzos wichtigsten politischen Gegenspielern, wie die von Päpsten und Kardinälen.  
Seine berühmten „Lebensbeschreibungen“ bilden sein schriftstellerisches Hauptwerk, mit dem er um 1485 angefangen hat.  
Weiterhin lieferte er u. a. Biographien zu dem ungarischen König Matthias Corvinus und zu John Tiptoft, 1. Earl of Worcester. Besonders betrifft das Personen aus Florenz oder Rom. Auch Frauen kommen in seinen Beschreibungen vor. An den Rang von Geschichtswerken seiner Zeitgenossen wie Papst Pius II., Francesco Guicciardini oder später Macchiavelli reicht sein Werk allerdings nicht heran. Dennoch vermittelt es einen Eindruck von seiner Zeit, von den Charakteren seiner Zeitgenossen. Dabei fällt durchaus einige Kritik an den gesellschaftlichen Zuständen. So kritisiert er zum Beispiel den in Florenz grassierenden Wucher. Außerdem verfasste er eine Schrift gegen die wachsende Undankbarkeit. Junge Frauen informierte er in einem „Tugendspiegel“ über sittliches Benehmen. 

## Wirkung
Der Buchhändler Bisticci machte sich auch bei der Förderung des Antikenstudiums verdient. Zum Beispiel wurden Antikensammlungen und Studien führender Humanisten wie z. B. Niccolò Niccoli angekauft beziehungsweise die Verbreitung durch das Kopieren der Abschriften unterstützt. Auch mit Giannozzo Manetti hatte er Beziehungen. Nicht zuletzt äußert sich das an einer Biographie zu Manetti, die in seiner Sammlung vertreten ist. Dabei blieb sein Handel um Absatz mit dem Kopieren von antiken Texten, die zum überwiegenden Teil auf mittelalterliche Abschriften beruhten, nicht auf Florenz begrenzt, sondern bildete zugleich auch die Grundlage für den Aufbau von Bibliotheken wie u. a. in Urbino, die Bisticci für Federico da Montefeltro zusammenstellte. Auch die Sammlungen der Päpste wurden so bedient. Besondere Förderung dürfte Bisticci durch das Patronat von Lorenzo de’ Medici erhalten haben. So dürfte er auch zum Grundstock der eigentlich aus der Hausbibliothek von Cosimo de’ Medici hervorgegangenen Biblioteca Medicea Laurenziana in Florenz beigetragen haben. Er gilt überhaupt als der Erste, der mit dem Kopieren zugleich auch den wirtschaftlichen Zweck verfolgte. So beschäftigte er eine ganze Reihe von Kopisten mit dem Abschreiben der Texte, bevor er nach der Erfindung des Buchdruckes durch Johannes Gutenberg diese zu drucken begann. Darin folgten später auch andere wie u. a. Federico da Montefeltro, der einen regelrechten Stab von Kopisten beschäftigte. Bisticcis Buchhandlung in Florenz war zugleich Treffpunkt der humanistisch gebildeten Kreise überhaupt. Er verkaufte sie jedoch 1478/79 vermutlich als Folge der Wirren um die Pazzi-Verschwörung und zog sich danach auf einen nahegelegenen Landsitz zurück.

## Ausgaben und Übersetzungen
- Paul Schubring (Übersetzer): Vespasiano da Bisticci: Lebensbeschreibungen berühmter Männer des Quattrocento. Diederichs, Jena, 1914
- Bernd Roeck (Übersetzer): Vespasiano da Bisticci: Grosse Männer und Frauen der Renaissance. Achtunddreißig biographische Porträts. C. H. Beck, München, 1995, ISBN 3-406-39683-6 (Rezension von Klaus Schreiber)
- Giuseppe M. Cagni: Vespasiano da Bisticci e il suo epistolario. Edizioni di Storia e Letteratura, Rom, 1969 (enthält Edition von Briefen von und an Vespasiano)
- Vespasiano da Bisticci: Le Vite. Edizione critica con introduzione e commento di Aulo Greco. 2 Bde.  Istituto nazionale di studi sul Rinascimento, Florenz, 1976.